# Quebrada Los Maquis
La quebrada Los Maquis es un curso natural de agua que fluye en la Región de Valparaíso y desemboca en el estero Los Loros de la cuenca del río Aconcagua.
La quebrada alcanzó renombre en la segunda mitad del siglo XIX por la construcción de un imponente puente para el paso del ferrocarril de Santiago a Valparaíso.

## Caudal y régimen
La subcuenca baja del río Aconcagua, que comprende desde la junta del estero Pocuro hasta la desembocadura del río Aconcagua en el océano Pacífico, incluyendo el estero Catemu y a Los Loros, tiene un régimen nivo–pluvial con las mayores aumentos de caudal en diciembre y enero producto de deshielos. Los menores caudales ocurren en el trimestre marzo-mayo.: 61 

## Historia
Luis Risopatrón lo describe sucintamente en su Diccionario Geográfico de Chile en 1924:
Maquis (Estero de los) 32° 51' 70° 50'. Es de corto caudal, corre en una abra profunda i pendiente i afluye del E al estero de Los Loros, del rio Aconcagua; el ferrocarril central lo cruzaba por un viaducto en curva, de 164 m de largo i 38 m de altura, que ha sido evitado posteriormente. 127; i 156; i quebrada en 155, p. 424.
En 1849 se aprobó en el Congreso Nacional la construcción de un ferrocarril que uniría Santiago con Valparaíso. Se encargó a William Wheelwright, quien también estuvo a cargo de la construcción del ferrocarril de Caldera a Copiapó. En 1862 se iniciaron los trabajos que debieron ser suspendidos por falta de conocimientos en ingeniería civil. Posteriormente fueron continuados por Enrique Meiggs. La construcción fue elogiada por The Illustrated London News.
Posteriormente el cauce del agua fue entubado parcialmente y el puente fue reemplazado por un terraplén construido sobre el entubamiento.